# Bulbophyllum ciliatum
Bulbophyllum ciliatum là một loài phong lan thuộc chi Bulbophyllum.